# Munktellstaden

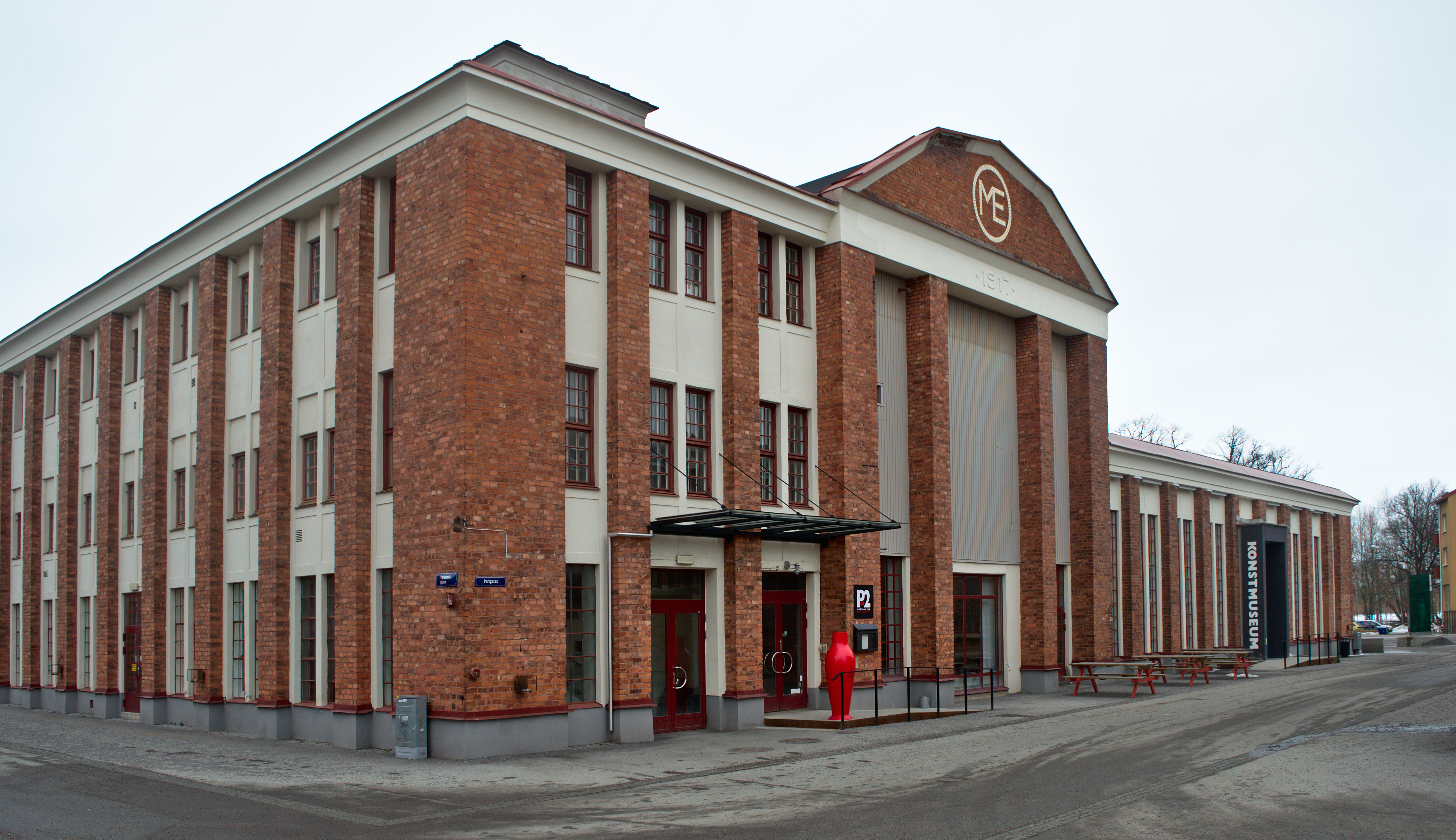
Eskilstuna konstmuseum

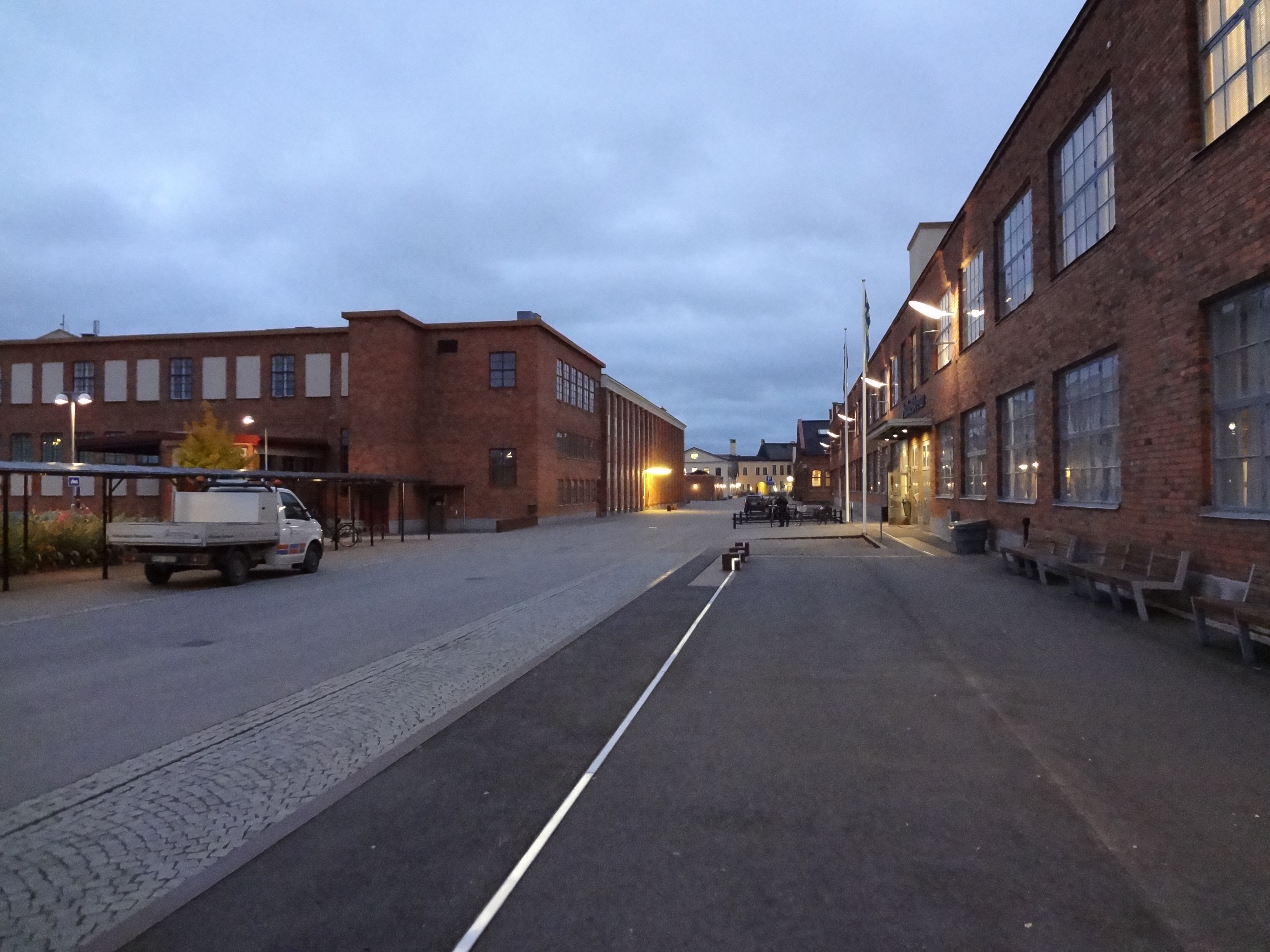
Verkstadsgatan i Munktellstaden. Till höger ligger Munktellarenan och till vänster huset som bland annat inrymmer Eskilstuna konstmuseum.

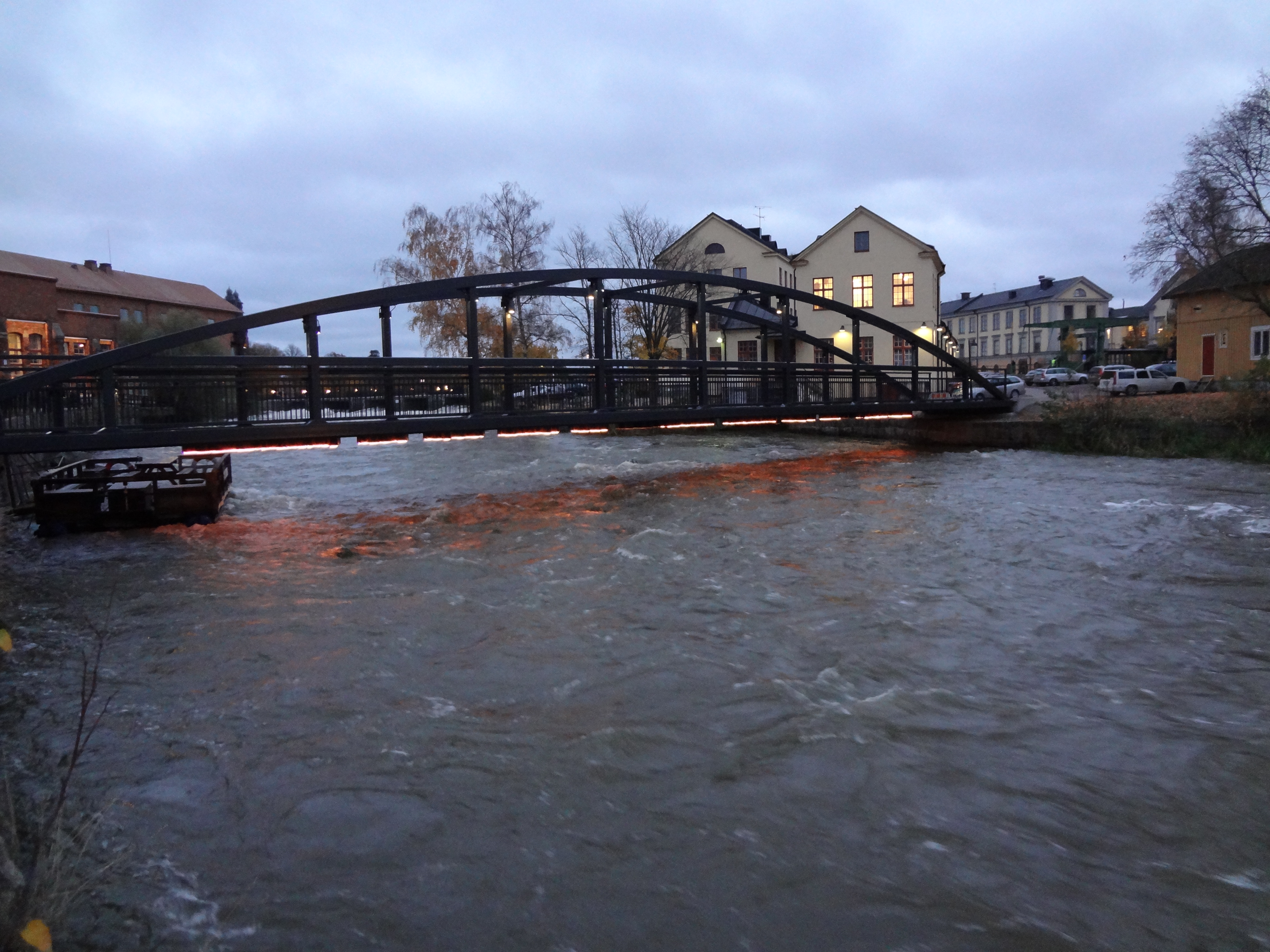
Fredriques bro som sammanbinder Munktellstaden med Faktorieholmarna.

Munktellstaden är en stadsdel i Eskilstuna. Munktellstaden var från början Bolinder-Munktells industriområde, där Volvo BM under många år hade tillverkning. I början av 1970-talet flyttades dock huvuddelen av tillverkningen utanför stadens centrum. Under åren har kvarteren använts till olika verksamheter. I början av 1990-talet byggdes ett av industrihusen om till Munktell-Arenan, samtidigt öppnades också Munktellmuseet i området.
Stiga Sports Arena invigdes 2017 och Munktellbadet 2016. I samband med bygget uppförs också en ny gångbro över Eskilstunaån sydväst om arenan och badet, väster om den befintliga gångbron Fredriques bro.
Hösten 2005 Eskilstuna konstmuseum i den tidigare kugghjulsfabriken samt Munktell Science park, där nya och etablerade företag får möjlighet att utvecklas och skapa nya affärer. Sommaren 2006 invigdes Eskilstuna konstmuseum i ett annat av industrihusen.
Huvuddelen av fastigheterna i Munktellstaden ägs av Eskilstuna Kommunfastigheter AB.